# Основной психологический закон
Основной психологический закон — предположение о поведении потребителя, сформулированное Джоном Мейнардом Кейнсом. Кейнс считал, что личное потребление увеличивается по мере роста располагаемого дохода, но не в той же мере, в которой растет доход.
Утверждение было сформулировано Кейнсом в книге «Общая теория занятости, процента и денег» и было использовано им для описания поведения потребителей.
Основной закон является поведенческой предпосылкой, он не опирается на теорию рационального выбора и поэтому описывает выбор потребителя в упрощенной форме. 
Основной закон лежит в основе кейнсианской функции потребления и тесно связан с ее характеристиками: предельной и средней склонностью к потреблению.

## Формулировка Кейнса
Кейнс формулировал общий закон следующим образом.

Основной психологический закон, на который мы можем положиться не только a priori, исходя из нашего знания человеческой природы, но и на основании детального изучения опыта, состоит в том, что люди склонны, как правило, увеличивать свое потребление с ростом дохода, но не в той же мере, в какой растет доход. Это означает, что если {\displaystyle C_{w}} есть величина потребления {\displaystyle Y_{w}} — доход (причем и то и другое измерено в единицах заработной платы), то {\displaystyle \Delta C_{w}} имеет тот же знак, что и {\displaystyle \Delta Y_{w}}, но по величине меньше, т.е. {\displaystyle {\frac {dC_{w}}{dY_{w}}}} — есть положительная величина и меньше единицы. 
— Дж. М. Кейнс «Общая теория, занятости, процента и денег»
Таким образом,основной психологический закон опирается на три предположения.
1. Потребление положительно зависит от дохода.
2. На потребление расходуется только часть дохода.
3. С ростом дохода потребление растет все медленнее.

Кейнс полагал, что основным фактором, определяющим величину потребления, является размер располагаемого дохода, тогда как уровень процентной ставки не является существенным. В этом он расходился с представителями неоклассической школы, которые считали, что ставка важна для принятия решения о величине сбережений. 

### Предельная склонность к потреблению
Прирост потребления в абсолютном выражении меньше, чем прирост дохода, так доход делится между потреблением и сбережениями.
{\displaystyle \Delta Y=\Delta C+\Delta S},
где {\displaystyle \Delta Y} — изменение дохода,{\displaystyle \Delta C} — изменение потребления, {\displaystyle \Delta S} — изменение сбережений. 
Доля потребления в дополнительном доходе называется предельной склонностью к потреблению. Величина склонности является положительным числом, не превышающим единицу. Разность между единицей и предельной склонностью к потреблению называется предельной склонностью к сбережению.
{\displaystyle MPC+MPS\equiv 1},
где {\displaystyle MPC} — предельная склонность к потреблению (англ. marginal propensity to consume), {\displaystyle MPS} — предельная склонность к сбережению (англ. marginal propensity to save).

### Функция потребления
Основной закон лежит в основе кейнсианской функции потребления, которая описывает поведение потребителя в макроэкономических моделях (см. Микроэкономические обоснования). Предполагается, что предельная склонность является постоянной величиной, не зависящей ни от дохода, ни от третьих факторов.
{\displaystyle C=C_{a}+MPC(Y-T)}
где {\displaystyle C} — потребление; {\displaystyle C_{a}} — автономное потребление, которое не зависит от дохода; {\displaystyle Y} — доход; {\displaystyle T} — налоги на доходы; {\displaystyle MPC\in (0,1)} — предельная склонность к потреблению.
Автономное потребление присутствует в функции , так как потребители должны осуществлять необходимые расходы даже в случае кратковременного отсутствия дохода.

### Средняя склонность к потреблению
Отношение совокупного потребления к совокупному доходу называется средней склонностью к потреблению.
{\displaystyle APC={\dfrac {C_{a}}{Y-T}}+MPC},
где {\displaystyle APC} — средняя склонность к потреблению (англ. average propensity to consume), 
Средняя склонность не равна предельной из-за наличия автономного потребления. Наличие автономного потребления приводит к тому, что средняя склонность уменьшается по мере роста дохода и стремится к предельной. Снижение средней склонности является математическим отражением основного психологического закона.

## Критика
Первые попытки проверить основной психологический закон на данных были успешными. Они показали выполнение всех трех предположений. Потребление действительно прямо зависело от дохода, часть дохода не потреблялась, и по мере роста дохода потребление росло медленнее. Однако более глубокие исследования показали, что основной психологический закон не выполняется. Саймон Кузнец обнаружил, что если взять данные за длительный период времени, то отношение потребления к доходу (средняя склонность) оказывается стабильным. При этом в краткосрочном периоде функция потребления выглядела так, как предполагал Кейнс.
Объяснение этому явлению было дано в рамках теории межвременного выбора. Она утверждает, что потребление зависит не только от текущего дохода, но и того, какой доход потребитель ожидает получить в течение всей жизни. Домохозяйства действительно распределяют доход между потреблением и сбережениями, однако пропорция, в которой осуществляется такое распределение, может меняться со временем. Сбережения (и заимствования) используются для того, чтобы сглаживать потребление при колебаниях текущего дохода. 
До Кейнса модель, учитывающую межвременной выбор, предлагал Ирвинг Фишер. Она учитывала не только доход потребителя в течение всей жизни, но и уровень процентных ставок, который Кейнс игнорировал. Впоследствии другие экономисты также попытались объяснить поведение потребителя, учитывая фактор времени. К таким попыткам можно отнести следующие гипотезы, высказанные экономистами.
1. Гипотеза жизненного цикла, предложенная Франко Модильяни, Альбертом Андо и Ричардом Брумбергом.
2. Гипотеза перманентного дохода, предложенная Милтоном Фридманом.

## Интересные факты
Основным результатом современных моделей межвременного выбора является правило Кейнса — Рамсея, которое описывает поведение агентов более точно, чем основной психологический закон Кейнса. Правило было впервые получено Фрэнком Рамсеем для модели оптимальных сбережений, а Кейнс помог его экономически интерпретировать. Однако в работе «Общая теория занятости, процента и денег» он использовал намного более простой психологический закон.